# Abschichtungsbilanz
Als Abschichtungsbilanz bezeichnet man eine Bilanz zur Feststellung der Vermögenslage einer Personengesellschaft bei Ausscheiden eines Gesellschafters.
Im Gegensatz zur jährlichen Handelsbilanz ist die Abschichtungsbilanz eine Vermögensbilanz und entspricht insoweit auch der Auseinandersetzungsbilanz. Stichtag der Aufstellung ist in Deutschland der Zeitpunkt des Ausscheidens bzw. bei Ausschluss eines lästigen Gesellschafters der Tag der Klageerhebung im Sinne von § 140 Abs. 2 HGB.